# Хорачек, Питер
Питер Хорачек (англ. Peter Horachek; род. 26 января 1960, Стони-Крик, Онтарио) — канадский хоккейный тренер, в прошлом — профессиональный хоккеист. В настоящее время — скаут в клубе НХЛ «Нью-Джерси Девилз».

## Тренерская карьера
19 июня 2003 года Хорачек был назначен ассистентом главного тренера «Нэшвилл Предаторз». 20 мая 2013 года уволен из «Нэшвилла».
25 июня 2013 года назначен главным тренером клуба АХЛ «Сан-Антонио Рэмпэйдж». 8 ноября 2013 назначен исполняющим обязанности главного тренера «Флорида Пантерз» после увольнения Кевина Динина.
11 июля 2014 года Хорачек назначен ассистентом главного тренера «Торонто Мейпл Лифс». 7 января 2015 года назначен исполняющим обязанности главного тренера после увольнения Рэнди Карлайла. Под руководством Хорачека «Торонто» провел рекордную серию, проиграв 11 матчей подряд. 12 апреля 2015 года уволен из «Торонто».